# Charles L. McNary

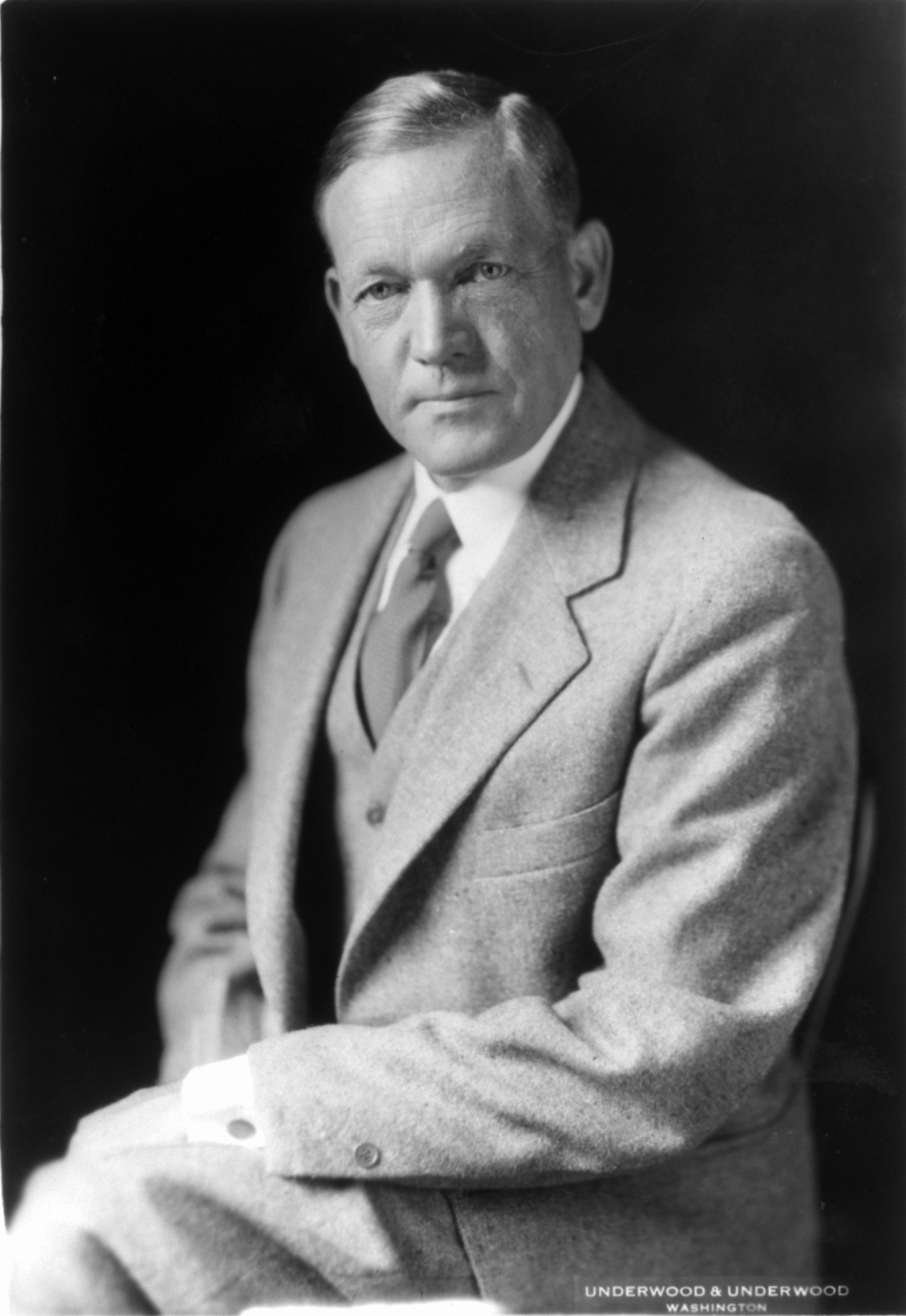
Charles L. McNary (1931)

Charles Linza McNary (* 12. Juni 1874 in Salem, Oregon; † 25. Februar 1944 in Fort Lauderdale, Florida) war ein US-amerikanischer Politiker. Er gehörte der Republikanischen Partei an und vertrat mit Ausnahme einer kurzen Unterbrechung Ende 1918 von 1917 bis zu seinem Tod 1944 den Bundesstaat Oregon im US-Senat. Im Senat war außerdem seit dem Jahr 1933 Vorsitzender der republikanischen Fraktion. Bei der Präsidentschaftswahl 1940 war McNary Kandidat seiner Partei für das Amt des Vizepräsidenten.

## Leben

### Frühere Jahre und politischer Aufstieg
Charles McNary kam 1874 in Salem, der Hauptstaat des US-Bundesstaates Oregon, zur Welt. Er war das neunte von zehn Kindern und wuchs in bescheidenen Verhältnissen auf. Sein Vater Hugh McNary war Farmer, seine Mutter Hausfrau. Sie starb jedoch bereits 1878. 1883 wurde McNary durch den Tod des Vaters zum Waisen im Alter von neun Jahren. Allerdings kamen für ihn und die jüngeren Kinder der Familie folgend die älteren Geschwister auf. Als Teenager und junger Mann trug er zunächst mit Farmarbeiten und als Zeitungsbote zum finanziellen Auskommen der Familie bei. Im Jahre 1896 siedelte er für ein Studium der Rechts- und Wirtschaftswissenschaften in den Nachbarbundesstaat Kalifornien um. Allerdings kehrte er auf Bitten der Familie 1898 wieder nach Oregon zurück. Privat bildete er sich auf Bestreben eines Bruders dennoch in Rechtswissenschaften weiter; später erhielt McNary dann auch die Zulassung als Anwalt.
Im Jahr 1904 unterstützte er seinen Bruder John, der zum Bezirksstaatsanwalt gewählt werden wollte. Nach dem Wahlsieg erhielt McNary eine Schlüsselfunktion im Büro seines Bruders. Zu dieser Zeit schloss er sich der Republikanischen Partei an, wo er sich dem (heute nicht mehr vorhandenen) progressiven Flügel der Partei zurechnete (wie auch der US-Präsident Theodore Roosevelt). McNary unterstützte daher viele Reformen, die in dieser Zeit von vielen progressiven Politikern auf Bundes- und Bundesstaatsebene initiiert wurden, wie beispielsweise die Reduzierung der täglichen Arbeitszeit auf acht Stunden oder die Einführung von Volksentscheiden. Im Jahr 1913 wurde McNary von Oswald West, dem Gouverneur von Oregon, zum Richter am Staatsgerichtshof des Bundesstaates ernannt. West und McNary waren bereits seit mehreren Jahren persönlich befreundet, obwohl West der Demokratischen Partei angehörte. 1916 wurde er zum Vorsitzenden (Chairman) der Republikanischen Parteiorganisation in Oregon gewählt. Da er sich auch gegenüber dem konservativen Parteiflügel kompromissbereit zeigte, wurde als annehmbare Besetzung für beide Strömungen innerhalb der Partei angesehen.

### Senator

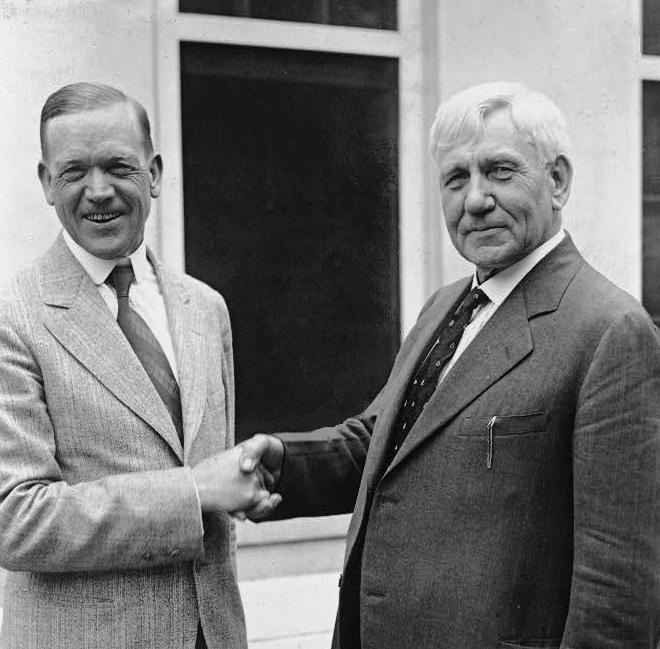
Charles McNary (links) mit dem Kongressabgeordneten Gilbert N. Haugen (1929)

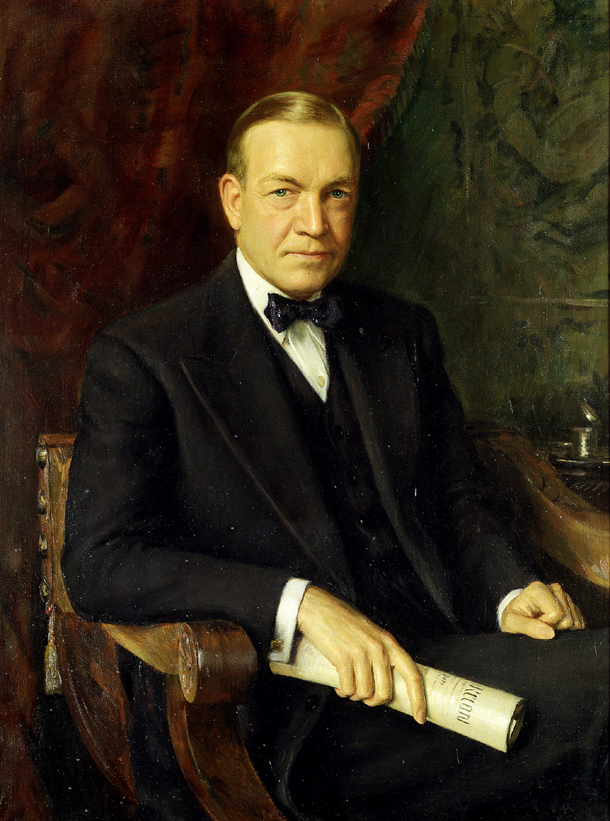
Ölgemälde McNarys

Am 23. Mai 1917 starb US-Senator Harry Lane. Für den Rest der bis Anfang 1919 andauernden Amtszeit hatte Gouverneur James Withycombe einen Nachfolger zu ernennen. Der Gouverneur nominierte McNary daraufhin für die Nachfolge; der legte am 29. Mai den Eid zum neuen Senator ab. Im November 1918, als die nächste turnusgemäße Wahl anstand, wurde er für volle sechs Jahre gewählt. Er besiegte dabei seinen Freund, den Demokraten und Ex-Gouverneur Oswald West. Beide blieben jedoch weiterhin befreundet. Da parallel auch eine Nachwahl für den Rest der laufenden Amtszeit (bis März 1919) abgehalten wurde, musste er am 5. November 1918 den Sitz kurzzeitig an den Ex-Senator Frederick W. Mulkey abgeben. Da Mulkey jedoch am 17. Dezember des Jahres wieder zurücktrat, ernannte ihn Gouverneur Withycombie abermals zum Senator für den Rest der Wahlperiode. Im März 1919 trat McNary dann sein Mandat als gewählter Senator an. Die Wähler Oregons bestätigten ihn 1924, 1930, 1936 sowie 1942 im Amt.
1919 stellte McNary sich gegen die Parteilinie und unterstützte den vom demokratischen Präsidenten Woodrow Wilson forcierten Beitritt der USA zum Völkerbund. Er forderte nur geringfügige Änderungen an Wilsons Konzept. Die republikanische Mehrheit im Senat, die vorwiegend aus Isolationisten bestand, ließ die Ratifizierung des von Wilson vorgelegten Beitritts aber scheitern. Seine Freundschaft zum Fraktionschef Henry Cabot Lodge, einen Gegner des Völkerbundes, brachte McNary in mehrere Schlüsselrollen in verschiedenen Senatsausschüssen. Im Jahr 1922 bot Präsident Warren G. Harding McNary den Posten des Innenministers an; doch er lehnte ab, da er einen Verbleib im Senat vorzog.
Nach den für seine Partei katastrophal verlaufenen Wahlen von 1932 wurde McNary mit Zusammentritt des neuen Kongresses Anfang 1933 zum republikanischen Fraktionsvorsitzenden gewählt. Allerdings war diesem Posten deutlich weniger Einfluss beschieden als es bei seinem Vorgänger der Fall war, nachdem sich die Demokraten solide Mehrheiten im Kongress sicherten und Franklin D. Roosevelt Präsident wurde. In den ersten Jahren von Roosevelts Regierung unterstützte McNary einen Großteil der Reformen des New Deal. Auch weigerte er sich zum Leidwesen des konservativen Parteiflügels, republikanische Senatoren auf eine reaktionärere Linie zu bringen, die Roosevelts Politik mittrugen. Vor dem Eintritt seines Landes in den Zweiten Weltkrieg Ende 1941 stimmte er für militärische Hilfe (Leih- und Pachtgesetz) für das Vereinigte Königreich und die Sowjetunion, die sich im Krieg mit dem nationalsozialistisch regierten Deutschen Reich befanden. Ein militärisches Eingreifen seines Landes lehnte der Senator aus Oregon hingegen bis zum Angriff auf Pearl Harbor ab. Trotz der verschiedenen Parteizugehörigkeit und Unstimmigkeiten in manchen Fragen bestand zwischen McNary und Präsident Roosevelt eine überaus große persönliche Wertschätzung. Falls er während des Zweiten Weltkrieges im Rahmen einer Wahlplattform der nationalen Einheit mit einem republikanischen Vizekandidaten antreten würde (ähnlich wie Abraham Lincoln 1864 mit der National Union Party), so erklärte Roosevelt in Hintergrundgesprächen, würde seine Wahl auf McNary fallen.

### Vizepräsidentschaftskandidatur 1940
Im Sommer 1940 wurde McNary auf dem republikanischen Parteitag zum Anwärter für das Amt des Vizepräsidenten aufgestellt. Er schien zu Präsidentschaftskandidat Wendell Willkie eine sinnvolle Ergänzung: Anders als der Jurist und politische Quereinsteiger Willkie hatte er eine jahrzehntelange politische Erfahrung vorzuweisen. Auch stammte von der Westküste, während Willkie aus dem Osten des Landes war. Beide waren jedoch im moderaten bis liberalen Parteiflügel zu verorten: Die republikanische Wahlplattform wandte sich im Kern nicht gegen die New-Deal-Reformen, allerdings sollten die Effizienz der Programme gesteigert und Bürokratie abgebaut werden. Im November 1940 mussten sich Willkie und McNary jedoch Präsident Roosevelt, der mit der Tradition brach und für eine dritte Amtszeit antrat, und dessen Vizekandidaten Henry A. Wallace geschlagen geben (54,7 gegen 44,8 Prozent beim Popular Vote, bzw. 449 zu 82 Wahlmänner). Auch in McNarys Heimatstaat Oregon verpasste das republikanische Gespann eine Stimmenmehrheit und damit die Elektoren, die der Staat zu vergeben hatte. Lediglich im Mittleren Westen und Teilen Neuenglands schnitten Willkie und McNary stark ab.

### Tod
Im Jahr 1943 wurde bei McNary ein Gehirntumor diagnostiziert. Obwohl er sich in Florida erfolgreich einer Operation unterzog, starb er am 25. Februar 1944 im Alter von 69 Jahren, nachdem der Krebs noch an anderen Stellen gestreut hatte. Sein Leichnam wurde daraufhin noch einige Tage im Staatskapitol von Oregon aufgebahrt, bevor er in Salem beigesetzt wurde.
Nachdem im Oktober 1944 auch Wendell Willkie gestorben war, war es das einzige Mal in der amerikanischen Geschichte, dass sowohl der Präsidentschafts- als auch Vizepräsidentschaftskandidat einer großen Partei während der Amtsperiode starben, für die sie zur Wahl angetreten waren. Nach seinem Tod wurde Guy Cordon vom Gouverneur Earl Snell zum Nachfolger McNarys im Senat ernannt. Die Fraktionsführung übernahm Robert A. Taft.

## Familie
McNary heiratete 1902 seine erste Frau Jessie Breyman. Jessie starb jedoch 1918 bei einem Unfall; die Ehe blieb kinderlos. 1923 heiratete er ein zweites Mal. McNarys zweite Ehefrau Cornelia Woodburn Morton war vor der Heirat seine Sekretärin gewesen. Auch aus dieser Ehe gingen keine Kinder hervor, allerdings adoptierten sie 1935 ein Mädchen namens Charlotte.